# Шишкино (Тутаевский район)
В Ярославской области есть ещё четыре деревни с таким названием.
Шишкино — деревня Фоминского сельского округа Константиновского сельского поселения Тутаевского района Ярославской области .
Деревня находится на северо-западе сельского поселения находится к юго-западу от города Тутаева. Она расположена на правом высоком берегу реки Рыкуша, которая протекает в глубокой долине. Деревня стоит к западу от дороги, которая следует из города Тутаев на юг, к посёлку Чёбаково, на расстоянии около 3 км к западу от стоящей на этой дороге деревни Копнинское. Ниже по течению, примерно в 500 м к северо-востоку стоит деревня Олюнино, а выше по течению, в 1 км к юго западу сливаются реки Накринка и Медведка, образуя Рыкушу .
Деревня Шишкина указана на плане Генерального межевания Борисоглебского уезда 1792 года. В 1825 Борисоглебский уезд был объединён с Романовским уездом. По сведениям 1859 года деревня относилась к Романово-Борисоглебскому уезду .
На 1 января 2007 года в деревне Шишкино числилось 6 постоянных жителей . По карте 1975 г. в деревне жило 6 человек. Почтовое отделение Тутаев обслуживает в деревне 10 владений на улице Лесная и 4 владения на улице Дорожная .